# Peyreleau
Peyreleau je francouzská obec v departementu Aveyron v regionu Midi-Pyrénées. V roce 2010 zde žilo 78 obyvatel.

## Geografie
Peyreleau se nalézá u soutoku řek Jonte a Tarn nad levým břehem řeky Jonte. Obec vznikla okolo hradu postaveného v 11. století. Z tohoto raně středověkého hradu se dochovaly pouze zbytky valů, jeho zbytky byly po poboření v 15. století využity pro stavbu budov městečka a v roce 1470 pro výstavbu nového sídla majitelů městečka - zámečku Château de Triadou.